# Hôtel Pauilhac
L'hôtel Pauilhac est un hôtel particulier situé à Paris, en France.

## Localisation
L'hôtel est situé dans le 16e arrondissement de Paris, au 59, avenue Raymond-Poincaré.

## Historique
L'hôtel particulier est construit de 1910 à 1911 par l'architecte Charles Letrosne pour le compte de Georges Pauilhac (1871-1951), industriel toulousain, copropriétaire de la société JOB, et collectionneur d'armes.
Les reliefs décoratifs sculptés en façade (branches et pommes de pin) ont été réalisés par Camille Garnier.
La toiture en pointe, sur trois niveaux, est d'inspiration néo-gothique.
La façade et la toiture sur rue, ainsi que, à l'intérieur, le vestibule d'entrée, la cage d'escalier et sa ferronnerie, les anciennes galeries du premier étage, dont celle abritant la fontaine en mosaïque, sont inscrits au titre des monuments historiques par arrêté du 27 septembre 1990. Les galeries servaient à exposer la collection d'armes de Georges Pauilhac. En 1964, elle a été intégrée aux fonds du musée de l'Armée. 
En 1989, l'immeuble est acheté par un promoteur pour y établir un siège social de prestige.
Alain Ducasse y exploite un restaurant à son nom de 1996 à juillet 2000, succédant à Joël Robuchon.